# Perodicticinae
I perodicticini (Perodicticinae) sono una sottofamiglia di lorisidi; in particolare, a questa sottofamiglia sono ascritte le quattro specie di lorisidi diffuse in Africa (due specie di maki ursino e due di potto).

## Descrizione

### Dimensioni
Questi animali, a seconda della specie, misurano fra i 25 ed i 30 cm.

### Aspetto
Tutte le specie presentano manto folto e lanoso, di colore bruno: oltre alle dimensioni, la differenza sostanziale fra potto e maki ursini è la conformazione delle mani (vedere le rispettive schede).

La coda è assai corta, mentre le apofisi delle vertebre cervicali sono allungate e danno all'animale un aspetto gibboso.

## Comportamento
Si tratta di animali notturni ed arboricoli, dai movimenti assai flemmatici, ma capaci di movimenti abbastanza veloci quando si tratta di catturare le prede, consistenti in insetti e piccoli vertebrati.

## Tassonomia
Sottofamiglia Perodicticinae
- Arctocebus
  - Arctocebus aureus - maki ursino dorato
  - Arctocebus calabarensis - maki ursino del Calabar
- Perodicticus
  - Perodicticus potto - potto
- Pseudopotto
  - Pseudopotto martini - falso potto